# Municipio de Spring Coulee
El municipio de Spring Coulee (en inglés: Spring Coulee Township) es un municipio ubicado en el condado de Mountrail en el estado estadounidense de Dakota del Norte. En el año 2010 tenía una población de 39 habitantes y una densidad poblacional de 0,43 personas por km².

## Geografía
El municipio de Spring Coulee se encuentra ubicado en las coordenadas 48°4′20″N 101°59′58″O / 48.07222, -101.99944. Según la Oficina del Censo de los Estados Unidos, el municipio tiene una superficie total de 91.32 km², de la cual 91,03 km² corresponden a tierra firme y (0,31 %) 0,28 km² es agua.

## Demografía
Según el censo de 2010, había 39 personas residiendo en el municipio de Spring Coulee. La densidad de población era de 0,43 hab./km². De los 39 habitantes, el municipio de Spring Coulee estaba compuesto por el 100 % blancos. Del total de la población el 0 % eran hispanos o latinos de cualquier raza.